# FDP-Bundesparteitag 1965
Koordinaten: 50° 6′ 56,1″ N, 8° 42′ 11,3″ O

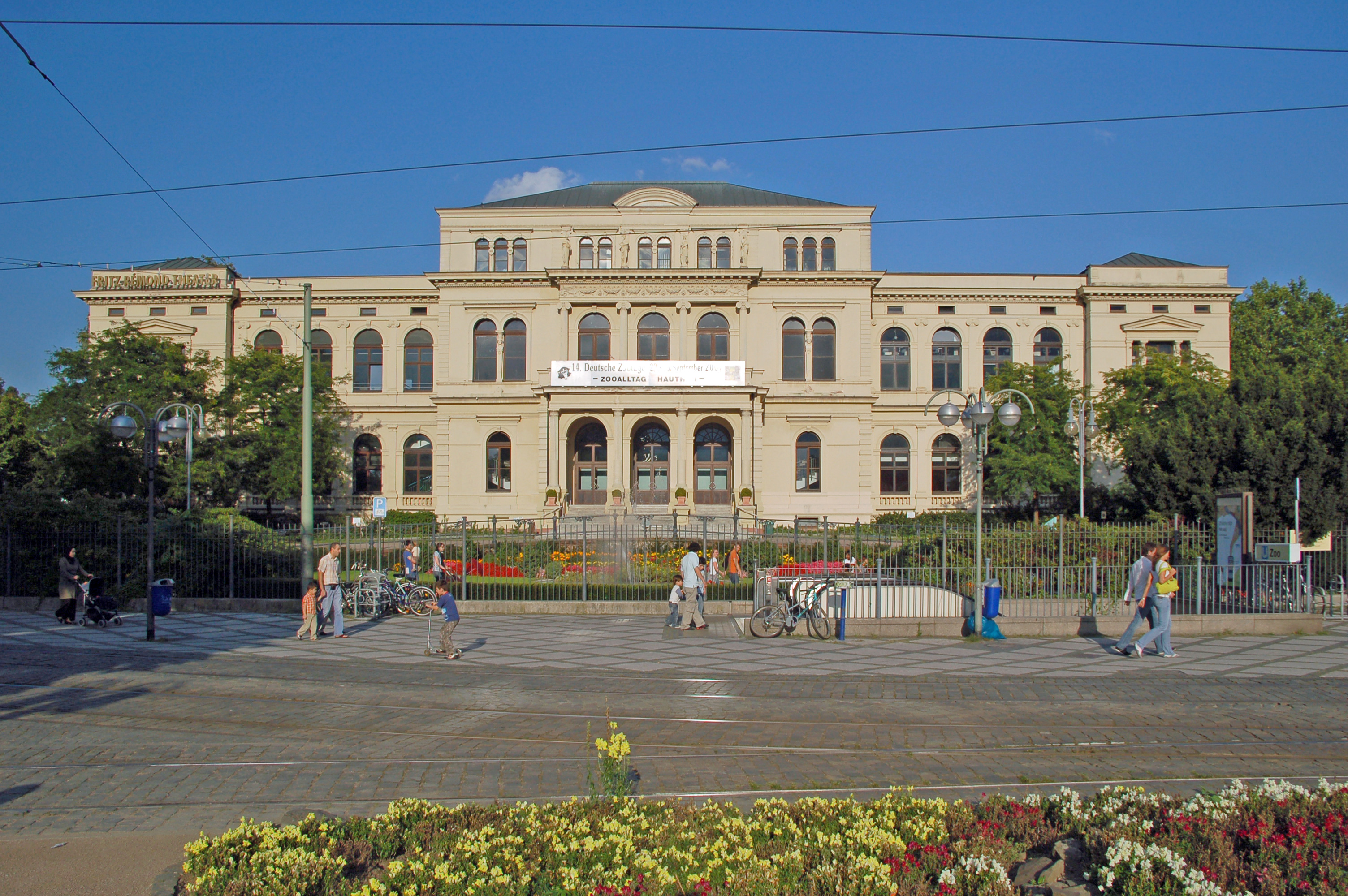
Frankfurt, Zoo-Gesellschaftshaus

Den Bundesparteitag der FDP 1965 hielt die FDP vom 21. bis 23. März 1965 im Zoo-Gesellschaftshaus in Frankfurt am Main ab. Es handelte sich um den 16. ordentlichen Bundesparteitag der FDP in der Bundesrepublik Deutschland.

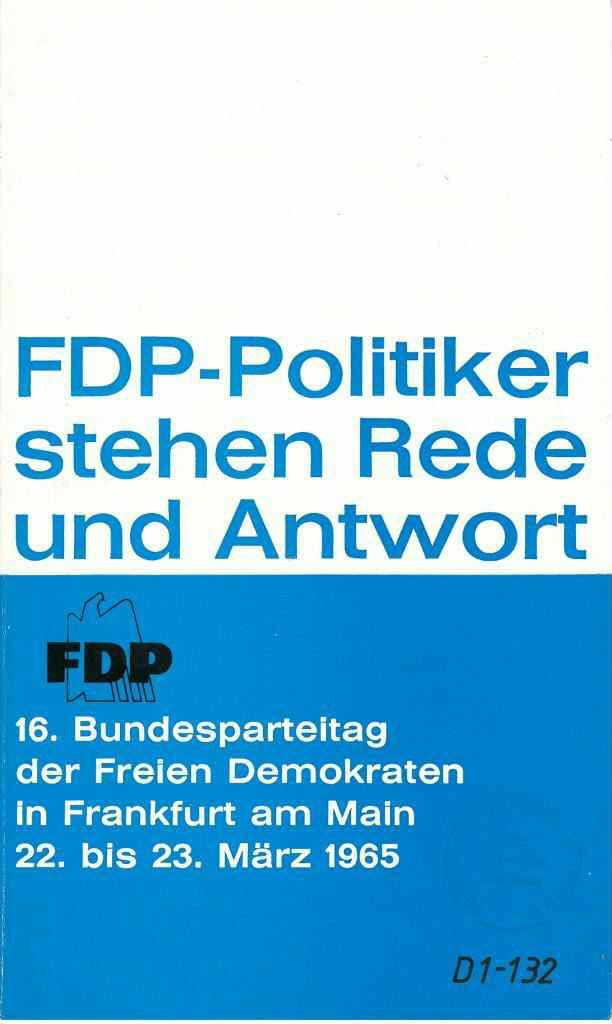
Broschüre: FDP-Politiker stehen Rede und Antwort

## Verlauf
Der Parteitag fand im Vorfeld der Bundestagswahl vom Oktober 1965 statt. Hildegard Hamm-Brücher legte eine Analyse der bildungspolitischen Situation in Westdeutschland vor. Sie beklagte die Mängel des Bildungssystems und einen „Rückstand gegenüber der DDR und den westlichen Industriestaaten“. Die Reformvorschläge, die vor allem auf einen Ausbau der Bildungseinrichtungen hinausliefen, wurden nach nur wenigen Jahren von den anderen Parteien in ihre Programme übernommen.